# Si volvieras a mí
Si volvieras a mí es una película dramática mexicana de 1954 dirigida por Alfredo B. Crevenna y protagonizada por Libertad Lamarque, Silvia Pinal, Miguel Torruco y Maricruz Olivier.

## Argumento
Alejandra (Libertad Lamarque) se casa con el médico Pedro (Miguel Torruco) y tienen una hija, Eva (Maricruz Olivier). Cuando Eva es una joven, ella viaja con su madre a la capital a reunirse con Pedro, donde descubren que ha montado un hospital de lujo con su socia, Lidia (Silvia Pinal). Alejandra se da cuenta de que Lidia le ha robado el cariño de su marido y está haciendo lo mismo con su hija, a quien trata de convencer para que mate a su propia madre.

## Reparto
- Libertad Lamarque como Alejandra.
- Silvia Pinal como Lidia Kane.
- Miguel Torruco como Pedro Cuenca.
- Maricruz Olivier como Eva.
- Arturo Soto Rangel como Papá de Alejandra.
- Manuel Dondé
- Agata Rosenow
- Eduardo Acuña
- María Herrero
- Guillermina Téllez Girón
- Victorio Blanco (no acreditado).
- Fernando Casanova como Fabián Altamirano (no acreditado).
- Martha Mijares como Estudiante (no acreditada).
- Juan Pulido como Doctor (no acreditado).
- Enedina Díaz de León como Anciana (no acreditada).